# Joram Aridor
Joram Aridor (hebrejsky: יורם ארידור, narozen 24. října 1933) je bývalý izraelský pravicový politik, člen Knesetu a ministr. Z ministerských postů zastával funkci ministra financí a ministra komunikací.

## Biografie
Narodil se v Tel Avivu a vystudoval právo na Hebrejské univerzitě v Jeruzalémě. Předtím než začal být aktivní v hnutí Cherut praktikoval právo. Poprvé byl zvolen do Knesetu ve volbách v roce 1969 za stranu Gachal (aliance Liberální strany a Cherutu). Po volbách v roce 1977 se stal náměstkem ministra ve vládě Menachema Begina.
Ministrem byl poprvé jmenován v roce 1981, kdy se stal ministrem komunikací. Významným počinem, který z této funkce učinil, bylo schválení zavedení barevného televizního vysílání. O pouhé dva týdny později byl jmenován ministrem financí. V této funkci například snížil daně na automobily a domácí spotřebiče, což bylo především levicí považováno za populistický krok. I z toho důvodu bylo jeho období nazýváno „Merry Aridor Days“ (doslova „šťastné Aridorovy dny“, patrně s narážkou na Merry Christmas, tzn. Veselé Vánoce). Snížení inflace v izraelské ekonomice během jeho prvních let je z části připisována jeho politice, která vedla ke zvýšení vládního příjmu z daní. V následujících letech však inflace prudce rostla (ze 102 % v roce 1981 na 191 % v roce 1983) a jako protiopatření Aridor navrhl zavést pevný směnný kurz mezi izraelským šekelem a americkým dolarem. Na svou funkci rezignoval 15. října 1983 kvůli široké kritice jeho plánu na „dolarizaci.“
V letech 1990 až 1992 byl stálým zástupcem Izraele při Organizaci spojených národů. V roce 2002 byl jmenován ministrem komunikací Re'uvenem Rivlinem do představenstva společnosti Bezek. V únoru 2004 byl jmenován předsedou komise zkoumající státní podporu veřejným institucím, kterou vytvořila ministerská komise pro záležitosti státních auditů.